# Favorite Blue
Favorite Blue, alias FB, est un groupe de J-pop mixte actif de 1996 à 2000, formé du clavieriste, producteur et compositeur t-kimura et de la chanteuse Maya Matsuzaki. t-kimura continue ensuite avec son autre groupe m.o.v.e, formé en parallèle à Favorite Blue en 1997, et Maya Matsuzaki forme le groupe plus confidentiel mamy drop.

## Discographie

### Albums
- 5 février 1997 : DREAM & MEMORIES
- 18 février 1998 : Missing place
- 16 juin 1999 : solitude

### Compilations
- 12 août 1998 : FB in the remix
- 2 février 2000 : FB BEST -eternal trax-

### Singles
- 12 juin 1996 : Ai yorimo Hageshiku, Dare yorimo Itoshiku
- 25 septembre 1996 : Active, my dream
- 27 novembre 1996 : SHAKE ME UP!
- 30 avril 1997 : Movin oN
- 30 juillet 1997 : Change by me
- 21 août 1997 : true gate
- 3 décembre 1997 : Sayonara yori Eien no Naka de
- 21 janvier 1998 : Missing place
- 15 juillet 1998 : close my love
- 5 novembre 1998 : Let me go!
- 2 décembre 1998 : truth of love
- 31 mars 1999 : PRIDE -close to you-
- 8 mai 1999 : solitude
- 22 septembre 1999 : next days
- 26 janvier 2000 : sometime, somewhere

### Vidéos
- 26 août 1998 : FB visual trax
- 2 février 2000 : visual trax II
- 2 février 2000 : FB BEST～eternal pictures～